# Fimbristylis fulvescens
Fimbristylis fulvescens är en halvgräsart som först beskrevs av George Henry Kendrick Thwaites, och fick sitt nu gällande namn av George Henry Kendrick Thwaites. Fimbristylis fulvescens ingår i släktet Fimbristylis och familjen halvgräs. Inga underarter finns listade i Catalogue of Life.